# Puchar Francji w piłce nożnej (1994/1995)
Puchar Francji w piłce nożnej mężczyzn 1994/1995 – 78. edycja rozgrywek, mających na celu wyłonienie zdobywcy piłkarskiego Pucharu Francji, zorganizowana przez Francuski Związek Piłki Nożnej (FFF) w sezonie 1994/95. Przystąpiło do niej 5975 drużyn klubowych.

## 1/8 finału
| Gospodarze                  | Wynik       | Goście                  |          |
| Le Havre AC (D1)            | 0 – 1       | Paris SG (D1)           | 3-4 kar. |
| AJ Auxerre (D1)             | 1 – 2       | Girondins Bordeaux (D1) |          |
| Montpellier HSC (D1)        | 1 – 2       | FC Metz (D1)            |          |
| SC Bastia (D1)              | 0 – 1       | AS Nancy (D2)           |          |
| Angers SCO (D2)             | 0 – 1       | FC Mulhouse (D2)        |          |
| Olympique de Marseille (D2) | 2 – 0 dogr. | AS Beauvais (D2)        |          |
| FC Saint-Leu (Nat.1)        | 1 – 3       | RC Strasbourg (D1)      |          |
| LB Châteauroux (D2)         | 4 – 1       | Stade Poitevin (Nat.1)  |          |

## Ćwierćfinały
| Gospodarze                  | Wynik       | Goście                  |  |
| RC Strasbourg (D1)          | 2 – 0 dogr. | Girondins Bordeaux (D1) |  |
| Olympique de Marseille (D2) | 2 – 0       | LB Châteauroux (D2)     |  |
| AS Nancy (D2)               | 0 – 2       | Paris SG (D1)           |  |
| FC Metz (D1)                | 2 – 0       | FC Mulhouse (D2)        |  |

## Półfinały
- Olympique de Marseille – Paris SG 0-2
- FC Metz – RC Strasbourg 0-1

## Finał
- RC Strasbourg – Paris SG 0-1

## Najlepsi strzelcy
- Anthony Bancarel (3 gole)
- Tony Cascarino (3 gole)
- Cyrille Pouget (3 gole)
- Ricardo Gomes (3 gole)
- Bruno Roux (3 gole)
- Sonny Anderson (3 gole)